# Piotr (Zobow)
Piotr, imię świeckie Dmitrij Walentinowicz Zobow (ur. 26 czerwca 1973 w Woskriesiensku) – rosyjski biskup prawosławny.

## Życiorys
Ukończył technikum chemiczno-mechaniczne w Woskriesiensku. Następnie w latach 1992–1995 studiował na Rosyjskim Uniwersytecie Chemiczno-Technologicznym im. Dmitrija Mendelejewa. Od 1996 r. był świeckim bibliotekarzem i przewodnikiem wycieczek po Szartomskim Monasterze św. Mikołaja. Jeszcze w tym samym roku, 18 sierpnia, przyjął święcenia diakońskie z rąk arcybiskupa iwanowskiego i kineszemskiego Ambrożego, w soborze Przemienienia Pańskiego w Iwanowie. Dzień później, w tej samej świątyni i z rąk tego samego hierarchy, przyjął święcenia kapłańskie. 29 listopada 1999 r. złożył przed arcybiskupem Ambrożym wieczyste śluby mnisze, przyjmując imię Piotr na cześć św. Piotra, metropolity kijowskiego. W 1999 podjął naukę w seminarium duchownym w Kołomnie, służąc równocześnie w Szartomskim Monasterze św. Mikołaja, a następnie w latach 1996–1998 w soborze Zmartwychwstania Pańskiego w Szui. W latach 1998–1999 ponownie służył w Monasterze Szartomskim.
W latach 1999–2000 służył w cerkwi Narodzenia Pańskiego w Jurjewcu, placówce duszpasterskiej prowadzonej przez Monaster Szartomski. W 2000 r. został przeniesiony do innej placówki monasteru, cerkwi Ikony Matki Bożej „Wszystkich Strapionych Radość” w Iwanowie, a następnie do cerkwi Opieki Matki Bożej w Szui, również podlegającej klasztorowi.
W 2006 r. otrzymał godność ihumena.
W latach 2006–2018 był wykładowcą seminarium duchownego w Iwanowie. W 2012 r. wszedł również do komisji dyscyplinarnej eparchii szujskiej, zaś w latach 2017–2020 przewodniczył eparchialnemu sądowi dyscyplinarnemu.
12 marca 2024 r. Święty Synod Rosyjskiego Kościoła Prawosławnego nominował go na biskupa kudymkarskiego i wierieszczagińskiego. W związku z tą nominacją otrzymał w tym samym roku godność archimandryty. 
Jego chirotonia biskupia odbyła się 14 kwietnia 2024 r. w cerkwi Kazańskiej Ikony Matki Bożej w Łosinoostrowskiej pod przewodnictwem patriarchy moskiewskiego i całej Rusi Cyryla.